# Sprechgesang
Sprechgesang (’talsång’) är ett tal som närmar sig sång, eller sång som närmar sig tal. Den tyska termen används i de flesta språk, vilket beror på att företeelsen oftast förknippas med tysktalande tonsättares verk.
I vidare bemärkelse kan flera blandformer betraktas som sprechgesang, till exempel ett parlando eller ett operarecitativ eller en psalmodi i liturgisk sång.
I strikt mening går det dock en skarp skiljelinje mellan sprechgesang och ett talat föredrag då den förra endast existerat i modern tid. Den moderna sprechgesang förutsätter att det finns en text som inte sjungs.
Sprechgesang uppkom i slutet av 1800-talet. Den förknippas med en innovativ modernistisk notation och framförs till strikt musikaliska parametrar som rytm och mer eller mindre exakt noterade tonhöjder.
Arnold Schönberg (Gurre-Lieder, Pierrot Lunaire) eller Alban Berg (Wozzeck) har i sina verk infört sprechgesang. I avant-garde-musik återfinns flera former av sprechgesang.